# Galerie Ludwig Saarlouis

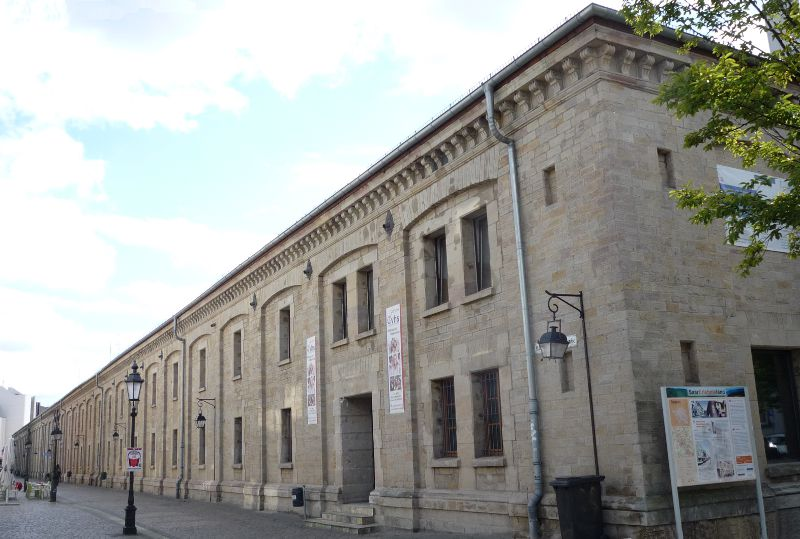
Seit 2017 ist die ehemalige Kaserne VI Standort der Galerie Ludwig Saarlouis

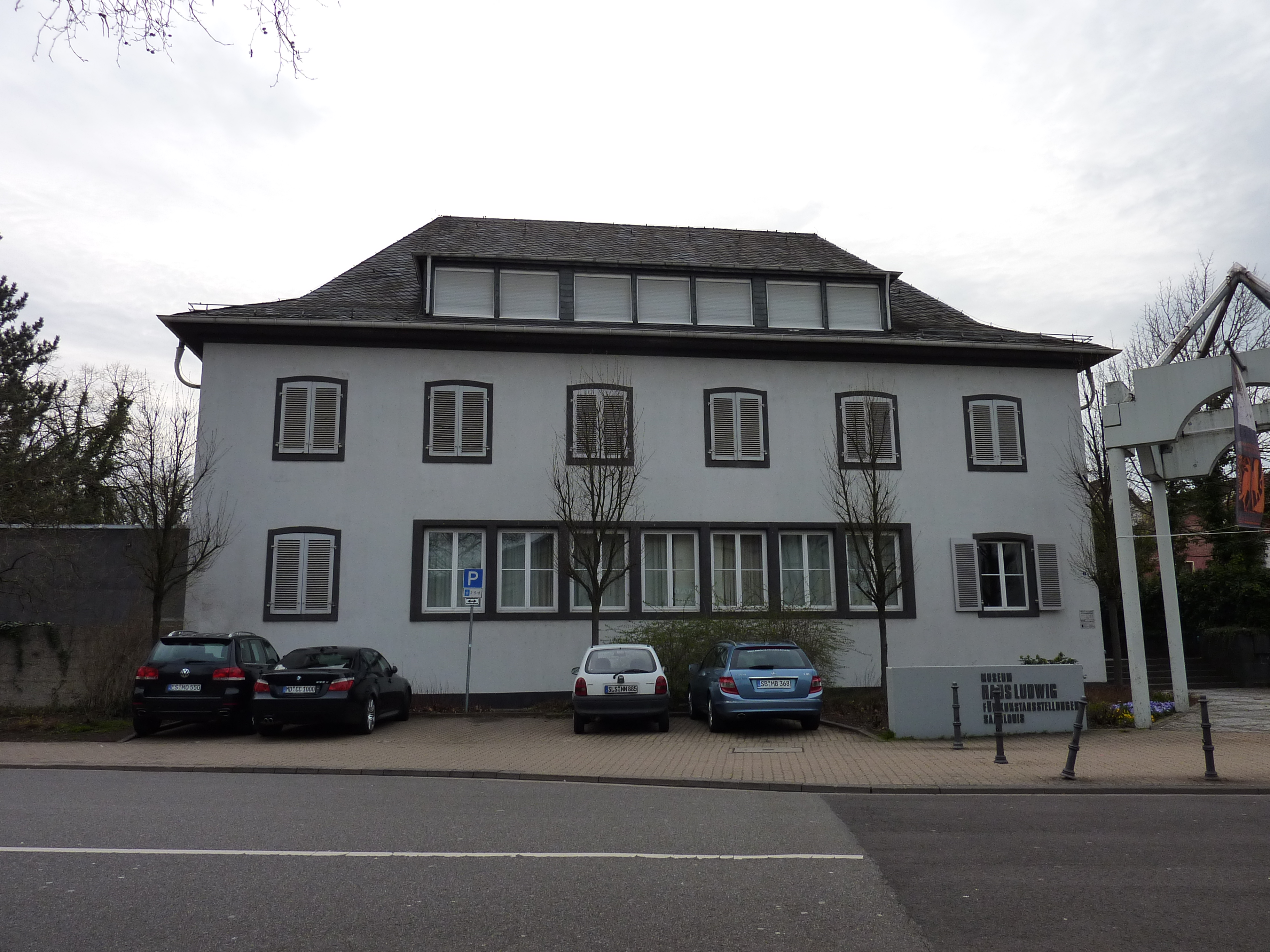
Ehemaliges Haus Ludwig

Die Galerie Ludwig Saarlouis (bis 2017 Museum Haus Ludwig) ist ein Kunstmuseum in Saarlouis (Deutschland).

## Entstehungsgeschichte
Am 30. Mai 1989 wurde das Museum, das in einem ehemaligen repräsentativen Bankgebäude seine Bleibe fand, unter dem Namen Museum Haus Ludwig für Kunst der DDR eröffnet; die Idee zu dem Projekt geht auf den einstigen Oberbürgermeister der Stadt Saarlouis, Richard Nospers, zurück. Die Ausstellungsfläche des Museums umfasst ca. 400 m² im Erdgeschoss und im 1. Obergeschoss.
Anfangs wurden nur Werke von Künstlern der ehemaligen DDR gezeigt. Dies war Folge der ersten deutsch-deutschen Städtepartnerschaft, die nach einem Abkommen des damaligen saarländischen Ministerpräsidenten Oskar Lafontaine mit dem seinerzeitigen Staatsratsvorsitzenden Erich Honecker zwischen Saarlouis und Eisenhüttenstadt eingegangen wurde. 1990 wurde das Museum in Museum Haus Ludwig für Kunstausstellungen Saarlouis umbenannt. Seither werden regionale, nationale und internationale Künstler im Rahmen von Wechselausstellungen präsentiert.
Im zweiten Obergeschoss des Gebäudes befindet sich ein Atelier, das diversen Gruppen und Gruppierungen der saarländischen Kunstszene als Begegnungsstätte wie auch einzelnen regionalen Künstlern für deren Ausstellungen zur Verfügung steht.
Es findet eine Kooperation mit der Ludwig Galerie Schloss Oberhausen statt, die über das örtliche Schokoladenwerk des Sammlers Peter Ludwig und dessen Ehefrau Irene Ludwig zustande kam.
2017 wurde das Museum am alten Standort geschlossen und die Ludwig Galerie in der gegenüberliegenden ehemaligen Kaserne VI eingerichtet.

## Ausstellungsschwerpunkte
Die Ludwig Galerie definiert bei seiner Ausstellungstätigkeit drei Schwerpunkte:
- Ausstellungen bedeutender Werke aus den Beständen des Sammlerehepaares Irene und Peter Ludwig
- Ausstellungen von Künstlern der regionalen Kunstszene
- Kooperationen mit nationalen und internationalen Museen und Privatsammlern

Ein weiterer Schwerpunkt liegt auf museumspädagogischen Angeboten, die alle Ausstellungen ergänzen. Die Angebote, die von professionellem Fachpersonal pädagogisch begleitet werden, sind in erster Linie auf die Zielgruppe der Kinder ausgerichtet. Die von den Kindern geschaffenen Werke zu den einzelnen Ausstellungen werden in den Museumsräumen präsentiert.